# 沙谷駅
沙谷駅（サゴクえき）は、大韓民国慶尚北道亀尾市沙谷洞にある、韓国鉄道公社（KORAIL）京釜線の駅。

## 駅構造
相対式ホーム2面2線を有する地上駅。駅の出入口は下りホームと隣接しており、各ホームは構内踏切で連絡している。

### のりば
- 乗り場の番号は設定されていない。また、ホームに行き先を示す看板は設置されていない。

| 上り | 京釜線 | 金泉・大田・天安・ソウル方面 |
| 下り | 京釜線 | 東大邱・密陽・亀浦・釜山方面 |

## 利用状況
2010年度の1日平均乗車人員は10人、1日平均乗降人員は36人である。

## 駅周辺
- ホームプラス亀尾店
- イーマート亀尾店
- 沙谷高等学校
- 沙谷初等学校
- 上毛中学校
- 上毛初等学校
- 広坪川
- 京釜高速道路 亀尾IC

## 歴史
- 1961年8月26日 - 当駅周辺地域の住民16,000人ほどが便宜のために亀尾 - 若木間の京釜線駅間最長区間（12.3km）の間に駅の設置を要請する陳情書を国家再建最高会議交通部に提出したが、地理的条件の理由で不可能だと返信。
- 1965年6月 - 簡易駅設置を住民が負担するという条件で沙谷駅の設置許可が下りる。
- 1965年12月10日 - 駅員無配置簡易駅として開業。
- 1967年5月30日 - 駅舎新築着工。
- 1967年7月1日 - 駅員配置簡易駅に格上げ。[2]
- 1969年6月29日 - 駅舎新築竣工。
- 2000年12月1日 - 無配置簡易駅に格下げ。
- 2024年12月14日 - 大慶線が開業[3]。

## 隣の駅
韓国鉄道公社　
京釜線　
ITX-セマウル
通過
ムグンファ号
亀尾駅 - 沙谷駅 - 若木駅
大慶線
亀尾駅 - 沙谷駅 - 倭館駅